# Julija Pajevska
Julija "Taira" Pajevska (ukrainska: Юлія Паєвська), född 19 december 1968 i Kiev i Ukrainska SSR, är en ukrainsk sjukvårdare som grundade den frivilliga ambulansverksamheten Taira's Angels under rysk-ukrainska kriget.
Pajevska tillfångatogs av ryska trupper i mars 2022 när hon deltog i evakueringen av civila från Mariupol och dokumenterade det med hjälp av en kroppskamera. Dagen innan hon greps hade Pajevska lyckats smuggla ut videofilmen till pressen. Hon frigavs efter tre månader och beskrev fångenskapen som ett helvete.
År 2013 var hon frivillig sjukvårdare under Euromajdan under sitt nom de guerre, Taira och 2018 blev hon chef för arméns mobila sjukhus i Mariupol. Hon skadades under tjänstgöringen och tog avsked år 2020. 
Pajevska har svårt att röra sig på grund av skador i rygg och ben och har höftproteser i båda höfter. År 2020 var hon uttagen i bågskytte och simning till Ukrainas lag i Invictus Games. Tävlingarna sköts upp på grund av Covid-19-pandemin och när de hölls i Amsterdam i mars 2022 kunde hon inte delta då hon hade tagits till fånga.
Pajevska var en av de 100 inflytelserika och inspirerande kvinnor som BBC porträtterade år 2022.